# Joseph Lowery
Joseph Lowery (Huntsville, Alabama; 6 de octubre de 1921-Atlanta, Georgia; 27 de marzo de 2020) fue un reverendo estadounidense y líder del movimiento por los derechos civiles en los Estados Unidos.

## Biografía
Lowery se unió a Martin Luther King Jr. y Jesse Jackson en campañas por los derechos civiles. Fue uno de los partidarios del grupo de derechos civiles iniciado por King, la fundación de la Conferencia Sur de Liderazgo Cristiano (SCLC), creada en 1957.
En 2006 fue ovacionado durante el funeral de Coretta Scott King, la viuda de King, cuando criticó la guerra en Irak señalando que "para la guerra, miles de millones más, pero para los pobres no''.
Lowery era conocido como "el decano" del movimiento de derechos civiles por la Asociación Nacional para el Avance de las Personas de Color (NAACP) durante décadas de militancia contra la discriminación racial. En la ceremonia de inauguración del primer presidente negro de Estados Unidos, Barack Obama, en 2009, Lowery fue elegido para hablar. Poco después, fue honrado con la Medalla Presidencial de la Libertad, el premio civil más importante en los Estados Unidos.
Su esposa, Evelyn Gibson Lowery, directora de la Conferencia Sur de Liderazgo Cristiano para mujeres (SCLC/WOMEN), había trabajado a su lado durante casi setenta años murió en 2013. Tuvieron tres hijas: Yvonne Kennedy, Karen Lowery y Cheryl Lowery-Osborne. En el momento de su fallecimiento tenía doce nietos.